# Mohamed Khalil Mansouri
Mohamed Khalil Mansouri (25 dicembre 1997) è un canottiere tunisino.

## Biografia
Nel 2019 Ha rappresentato la Tunisia ai II Giochi del Mediterraneo sulla spiaggia di Patrasso.
Ai Giochi panafricani di Rabat 2019, disputati nelle acque di Salé ha vinto la medaglia d'oro, nel singolo 500 metri e quella di bronzo nel singolo 1000 metri, nella categoria pesi leggeri.

## Palmarès
- Giochi panafricani

Rabat 2019: oro nel singolo 500 m pesi leggeri; bronzo nel singolo 1000 m pesi leggeri;